# Jan Schilt
Jan Schilt (Gouda, 3 februari 1894 – Englewood, 9 januari 1982) was een Nederlands-Amerikaanse astronoom.

## Biografie
Schilt werd 1894 in Gouda geboren, en studeerde sterrenkunde in Groningen bij Jacobus Kapteyn. Na diens dood in 1922 promoveerde hij in 1924 bij Pieter Johannes van Rhijn op een proefschrift met de titel On a Thermo-Electric Method of Measuring Photographic Magnitudes. Het grootste deel van dit werk verrichtte hij op de Sterrewacht Leiden waar hij van 1922 tot 1925 verbleef.
Hij emigreerde in 1925 naar de Verenigde Staten, waar hij eerst werkte op het Mount Wilson Observatorium en daarna in 1926 op het Yale Observatorium. In 1931 werd hij benoemd tot associated professor op het Rutherford Observatorium.
In 1933 werd hij hoofd van de afdeling sterrenkunde van Columbia University, een positie die hij behield tot hij in 1962 met pensioen ging, en hij benoemd werd tot Rutherford Professor of Astronomy Emeritus.
Jan Schilt was de uitvinder van de Schilt fotometer, waarmee de helderheid van sterren op fotografische platen kon worden gemeten. Hij bestudeerde de bewegingen van sterrenstromen in het Melkwegstelsel. Hij was directeur van het Yale-Columbia Southern Station in Johannesburg en Canberra, en van het Rutherford Observatorium van de Columbia-universiteit.
Jan Schilt was de oudste van twaalf Nederlandse astronomen die in de twintigste eeuw benoemd werden tot directeur van een sterrenwacht in voornamelijk de Verenigde Staten. De anderen waren 
Willem Hendrik van den Bos, Dirk Brouwer, Peter van de Kamp, Willem Jacob Luyten, Gerard Kuiper, Bart Jan Bok, Leendert Binnendijk, Maarten Schmidt, Lodewijk Woltjer, Gart Westerhout en Tom Gehrels. 

## Eerbewijs
Planetoïde (2308) Schilt (1967 JM) is naar hem vernoemd.